# Isoetes araucaniana
Isoetes araucaniana är en kärlväxtart som beskrevs av Macluf och Hickey. Isoetes araucaniana ingår i släktet braxengräs, och familjen Isoetaceae. Inga underarter finns listade i Catalogue of Life.